# پیوتر گیزا
پیوتر گیزا (لهستانی: Piotr Giza؛ زادهٔ ۲۸ فوریهٔ ۱۹۸۰) یک بازیکن فوتبال اهل لهستان است.
وی همچنین در تیم ملی فوتبال لهستان بازی کرده‌است.